# William F. Meggers Award
William F. Meggers Award – nagroda naukowa przyznawana przez The Optical Society (poprzednio Optical Society of America) osobom wyróżniającym się znaczącym wkładem w obszarze spektroskopii.
Nagroda została ustanowiona w 1970 roku i nadano jej imię Williama Fredericka Meggersa.

## Laureaci
- 2025: John Doyle
- 2024: Nathalie Picqué
- 2023: Stephan Schlemmer
- 2022: Michael D Fayer
- 2021: Keith A Nelson
- 2020: Tony F Heinz
- 2019: Michael D Morse
- 2018: Warren S Warren
- 2017: Shaul Mukamel
- 2016: Brooks H Pate
- 2015: Paul Julienne
- 2014: Francois Biraben
- 2013: Louis F. DiMauro
- 2012: Xi-Cheng Zhang
- 2011: Steven T. Cundiff
- 2010: Frédéric Merkt
- 2009: Leo Hollberg
- 2008: Michael S. Feld
- 2007: Pierre Agostini
- 2006: Jun Ye
- 2005: Daniel M. Neumark
- 2004: Brian John Orr
- 2003: Daniel R. Grischkowsky
- 2002: James C. Bergquist
- 2001: Frank C. DeLucia
- 2000: Roger E. Miller
- 1999: David J. Nesbitt
- 1998: William C. Stwalley
- 1997: Takeshi Oka
- 1996: Robert W. Field
- 1995: Robert N. Compton
- 1994: Steven Chu
- 1993: Terry A. Miller
- 1992: Joseph Reader
- 1991: Daniel Kleppner
- 1990: David Wineland
- 1989: Ugo Fano
- 1988: W. Carl Lineberger
- 1987: Hans R. Griem
- 1986: Alexander Dalgarno
- 1985: Theodor Hänsch
- 1984: Robert D. Cowan
- 1983: William C. Martin
- 1982: George W. Series
- 1981: Boris P. Stoicheff
- 1980: John G. Conway
- 1978: Robert P. Madden
- 1977: Mark S. Fred, Frank S. Tomkins
- 1976: W. R. S. Garton
- 1975: Jean Blaise
- 1974: Harry L. Welsh
- 1973: Curtis J. Humphreys
- 1972: Charlotte Moore Sitterly
- 1971: Allen G. Shenstone
- 1970: George R. Harrison